# 후이눙구
후이눙구(한국어: 혜농구, 중국어: 惠农区, 병음: Hùinóng Qū)는 중국 닝샤 후이족 자치구 스쭈이산 시의 현급 행정구역이다. 넓이는 1,362km2이고, 인구는 2007년 기준으로 190,000명이다.
후이눙 구는 예전의 스쭈이산 현급시와 후이눙 현이 합쳐져 만들어졌다. 아주 유명한 농업 지역으로 농산품과 건조된 아채가 구 생산량의 주요한 부분을 차지한다. 구는 중국 서부의 건조 야채의 가장 큰 재배지이자 가공지이다.

## 행정 구역
6개 가도, 3개 진, 3개 향을 관할한다.
- 가도: 育才路街道, 南街街道, 中街街道, 北街街道, 河滨街街道, 火车站街道.
- 진: 红果子镇, 尾闸镇, 园艺镇.
- 향: 庙台乡, 礼和乡, 燕子墩乡.